# جيف كالدويل
جيف كالدويل (بالإنجليزية: Jeff Caldwell)‏ هو لاعب كرة قدم أمريكي، ولد في 20 فبراير 1996 في Todd, North Carolina ‏ في الولايات المتحدة. لعب مع نادي نيويورك سيتي.

## وصلات خارجية
- جيف كالدويل على موقع الدوري الأمريكي (الإنجليزية)
- جيف كالدويل على موقع قاعدة بيانات كرة القدم.إي يو (الإنجليزية)
- جيف كالدويل على موقع Soccerway.com (الإنجليزية)
- جيف كالدويل على موقع عالم كرة القدم.نت (الإنجليزية)